# Dolores Hidalgo Cuna de la Independencia Nacional
Dolores Hidalgo Cuna de la Independencia Nacional (nevének jelentése: Dolores Hidalgo, a Nemzeti Függetlenség Bölcsője), röviden Dolores Hidalgo Mexikó Guanajuato államának egyik városa. Nevét onnan kapta, hogy 1810. szeptember 16-án itt hangzott el Miguel Hidalgo y Costilla szájából a felkelésre és a függetlenségi harc megkezdésére buzdító Grito de Dolores, azaz doloresi kiáltás. Ma közel 60 000-en lakják.

## Földrajz

### Fekvése
Dolores Hidalgo Guanajuato állam középpontjától kissé északra, a Mexikói-fennsík területén fekszik, körülbelül 1920–1930 méteres tengerszint feletti magasságban. Tőle délkeleti irányban már hegyek kezdődnek, a legközelebbi a néhány száz méteres relatív magasságú El Gusano. A városon nyugatról kelet felé átfolyik a Dolores folyó.

### Éghajlat
A város éghajlata forró és enyhén száraz: minden hónapban mértek már 33 fokos hőséget, márciusban pedig volt, hogy a 41 °C-ot is megközelítette a hőmérséklet. Igaz, októbertől márciusig fagyok is előfordulnak. Az átlagos hőmérsékletek a januári 14 és a májusi 21,6 °C között ingadoznak. Az évi kb. 460 mm-nyi csapadék döntő része (csaknem ¾-e) a júniustól szeptemberig tartó időszak alatt hull, a téli hónapok kifejezetten szárazak.
| Hónap                                   | Jan. | Feb. | Már. | Ápr. | Máj. | Jún. | Júl. | Aug. | Szep. | Okt. | Nov. | Dec. | Év   |
| --------------------------------------- | ---- | ---- | ---- | ---- | ---- | ---- | ---- | ---- | ----- | ---- | ---- | ---- | ---- |
| Rekord max. hőmérséklet (°C)            | 33,5 | 36,0 | 40,8 | 39,0 | 39,0 | 39,5 | 38,5 | 37,5 | 35,0  | 36,5 | 33,0 | 33,0 | 40,8 |
| Átlagos max. hőmérséklet (°C)           | 24,0 | 25,8 | 28,7 | 30,4 | 31,1 | 28,9 | 27,2 | 27,2 | 26,2  | 25,7 | 25,3 | 23,9 | 27,0 |
| Átlaghőmérséklet (°C)                   | 14,0 | 15,6 | 18,2 | 20,3 | 21,6 | 21,1 | 20,1 | 20,0 | 19,3  | 17,7 | 15,8 | 14,3 | 18,2 |
| Átlagos min. hőmérséklet (°C)           | 4,0  | 5,3  | 7,6  | 10,1 | 12,1 | 13,2 | 13,0 | 12,9 | 12,4  | 9,6  | 6,3  | 4,7  | 9,3  |
| Rekord min. hőmérséklet (°C)            | −7,0 | −9,5 | −4,5 | 0,0  | 5,5  | 2,5  | 7,0  | 2,0  | 1,0   | −1,5 | −6,5 | −8,0 | −9,5 |
| Átl. csapadékmennyiség (mm)             | 12   | 5    | 6    | 17   | 30   | 73   | 92   | 94   | 80    | 35   | 10   | 7    | 460  |
| Forrás: Servicio Meteorológico Nacional |      |      |      |      |      |      |      |      |       |      |      |      |      |

## Népesség
A település népessége igen gyors ütemben növekszik:
| Év   | Lakosság |
| ---- | -------- |
| 1990 | 40 001   |
| 1995 | 45 888   |
| 2000 | 50 391   |
| 2005 | 54 843   |
| 2010 | 59 240   |

## Története
A település alapítása a 16. század végére tehető, amikor is Martín Enríquez de Almansa és Luis de Velasco alkirályok egyik feladata az volt, hogy összegyűjtsék és letelepítsék az akkor Cocomacánnak nevezett környék (jelentése: „hely, ahol vadgalambokra vadásznak”) indián lakosságát. 1610-ben a La Erre haciendához tartozó telep felvette a San Cristóbal nevet, majd 1643-ban congregación rangra emelkedett, de független pueblo csak 1790-ben lett (addig San Miguel el Grande városának igazgatása alá tartozott). Ekkor neve Pueblo Nuevo de los Doloresszé változott.
Miguel Hidalgo 1803-ban lett Dolores papja, egy évvel később pedig fazekasműhelyt, iskolát és fegyverek gyártására alkalmas műhelyeket alapított a városban. 1810. szeptember 16-án reggel a querétarói összeesküvés lelepleződése miatt ide érkező Hidalgo (Ignacio Allende és Juan Aldama társaságában) félreverte a templom harangjait, majd az összecsődülő nép előtt felkelésre buzdító beszédet tartott: ez volt a híres Grito de Dolores, melyet a mexikói függetlenségi háború kezdetének tekintenek.
Október 8-án fosztogató királypárti katonacsapatok szállták meg a várost Félix María Calleja és Manuel Flon vezetésével, kirabolták többek között Hidalgo házát is. 1811. szeptember 10-én a felkelő csapatok foglalták el Dolorest és agyonlőttek számos spanyolhű embert, köztük Ramón Montemayor meghatalmazott vezetőt is. A település 1824. május 21-én emelkedett ciudad rangra.
1832. szeptember 18-án a várostól néhány kilométerre nyugatra újabb csata zajlott le: a köztársaság alelnöke, Anastasio Bustamante tábornok serege vereséget mért az Esteban Moctezuma vezette erőkre.
1863. június 6-án Benito Juárez elnök meglátogatta Hidalgo egykori házát, és nemzeti kinccsé nyilvánította azt. Egy évvel később, szeptember 15-én és 16-án Miksa császár ugyancsak felkereste Hidalgo házát és megünnepelte a doloresi kiáltás évfordulóját. 1867. július 3-án az északról Mexikóváros felé tartó Benito Juárez ismét megszállt a városban, ezúttal abban a házban, ahol ma a Cocomacán vendéglő működik.
1888-ban megépült a vasút: szeptemberben érkezett meg Doloresbe az első szerelvény. 1896. június 29-én Mexikóvárosba szállították a Szent József-harangot, melyet Hidalgo kongatott meg a doloresi kiáltás előtt.
A város mai, teljes nevét 1948-ban kapta: az 1947. december 15-én az állam törvényhozása által elrendelt névváltoztatást Miguel Alemán Valdés 1948 utolsó napján hatályba lépő rendelete hagyta jóvá.

## Turizmus, látnivalók

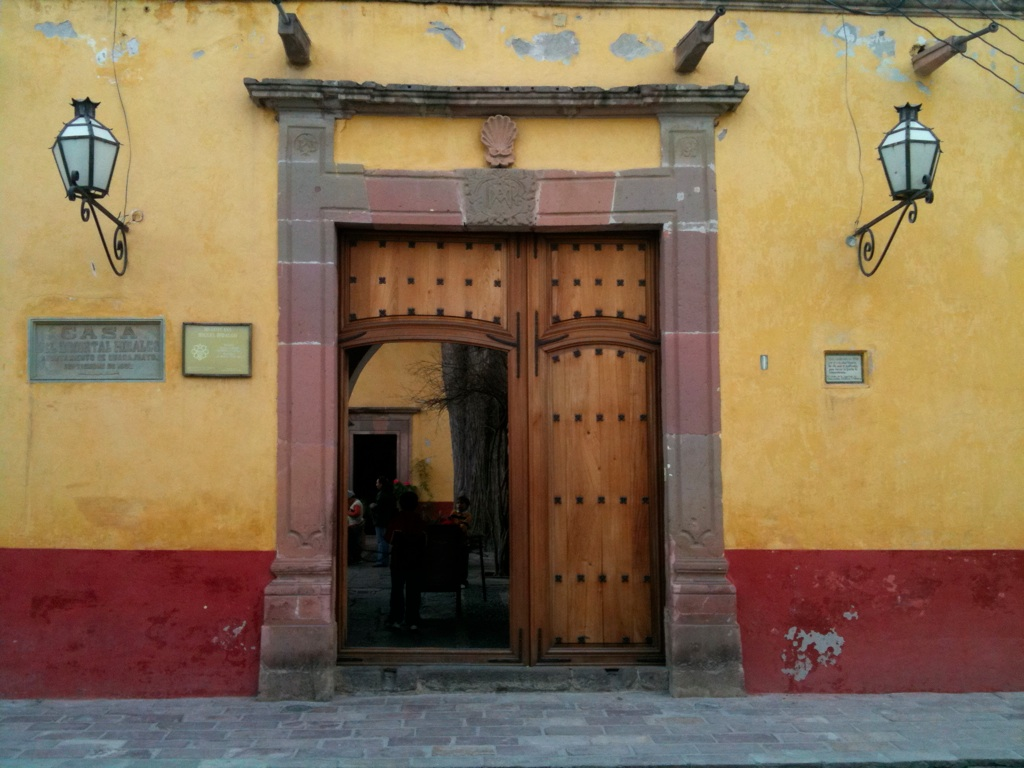
Hidalgo egykori háza

Dolores, mint a környék egyik turisztikai központja, az országos turisztikai titkárságtól (SECTUR) megkapta a Pueblo Mágico címet.
A város legfőbb látnivalói a függetlenség történetéhez köthetők: az 1712 és 1778 között épült templom előtt hangzott el a híres doloresi kiáltás, Hidalgo egykori házában pedig múzeumot rendeztek be. De itt áll Mariano Abasolo (szintén függetlenségi hős) szülőháza is, ma ez is múzeum. 1893-ban Hidalgo-emlékmű készült a városban, 1960-ban pedig még egy függetlenségi emlékmű.
A függetlenséghez nem kapcsolódó értékes műemlék még az 1875 és 1896 között épült Nuestra Señora de la Soledad-templom is, valamint áll a városban egy népművészeti múzeum is.